# Карагоз-Джамі

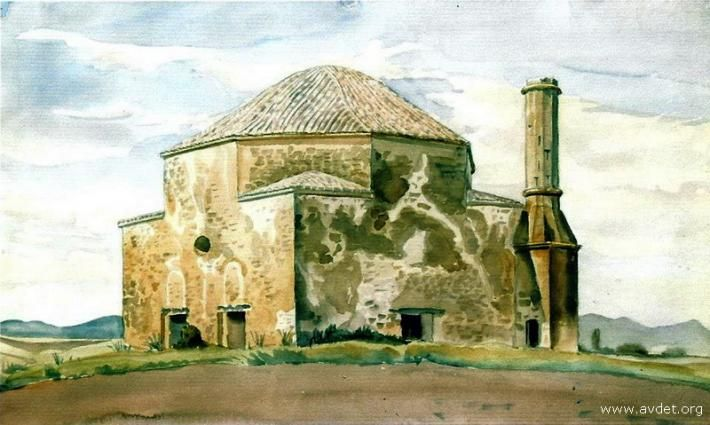
Мечеть у с. Карагоз, 1920-ті роки

Карагоз-Джамі (крим. Qaragöz Cami) — колишня мечеть у селі Карагоз (Первомайське) Феодосійського району Автономної Республіки Крим.

Літогравюра із зображенням мечеті в селищі Карагоз (після 1948 р. — село Первомайське Кіровського району) була створена 1843 року. На ній ми можемо побачити селян, що йдуть (а хтось їде) до мечеті — прямокутної будівлі із традиційним для кримських татар черепичним дахом у формі купола і мінаретом.
Карагозька мечеть — одна з найдавніших пам'яток періоду Золотої Орди, типовий приклад османської архітектури. Її розібрали за радянських часів.